# Iron County (Utah)
Iron County je okres ve státě Utah v USA. K roku 2010 zde žilo 46 163 obyvatel. Správním městem okresu je Parowan, největším pak Cedar City. Celková rozloha okresu činí 8 552 km².